# Sarah Riani
Sarah Riani, née le 8 août 1983 à Lyon, est une chanteuse française. En 2010 son single Intouchable atteint la 6e place et reste 31 semaines dans le hit-parade français.

## Carrière
Née à Lyon d'un père marocain et d'une mère algérienne, elle tente sa chance en 2005 dans le milieu musical en participant à l'émission Nouvelle Star (Saison 3). Elle ne remporte pas la victoire, et cela ne lui a pas ouvert de portes. "Après La Nouvelle Star, c’était difficile."
Elle signe un contrat avec le label Bombattak Recordz en 2007 et enregistre quelques titres, dont Intouchable et Miroir Miroir. En 2008, Brasco l'a invité sur son single en duo D'une blessure à l'autre. Le clip a été visionné plus de 20 millions de fois sur le Net. Toujours en 2008, elle apparaît en featuring sur le titre S'il ne me restait d'El Matador pour son nouvel album Au clair du bitume.
En 2009, Sarah Riani fait partie de la bande originale du film de Luc Besson Banlieue 13 : Ultimatum, avec le titre Confidence.
En 2010, Intouchable sort en single sur le label Polydor, accompagné du titre Tout était écrit. Le single se classe 6e dans le top 100 des ventes de singles en France pendant 31 semaines. Sarah Riani participe également au single 1 Geste pour Haïti chérie, qui se classe 3e au Top 50, se joint à la lutte contre le cancer lors de la première édition du Night For Life. Toujours en 2010, Marc Antoine l'a invitée sur son single en duo Remonter le temps.
Au même moment, le tout premier album de Sarah Riani devait sortir, mais à cause d'un problème entre son équipe de l'époque et l'artiste, l'album ne sortira pas. Elle sort donc en 2011 le Single « Paranoiak », qui sera la dernière collaboration avec Polydor.
En 2012, elle apparaît en featuring sur le titre Le temps d'une pause de Soprano et R.E.D.K pour leur album E=2MC's
En 2013, elle est invitée par Kenza Farah à Planet Rap sur Skyrock en compagnie de Sheryfa Luna et elle chante en featuring avec Kamelancien sur son nouvel album Coupé du monde. Le single se nomme Sans toi.
La même année, elle signe chez le label Believe.
En décembre 2014, elle sort son EP Encore là comprenant trois titres qui se classent tous en basses positions du classement français pendant une semaine: L'étranger (94e), Encore là (167e) et Le mal des mots (159e).
Au printemps 2015 sort son album Dark En Ciel, dont est extrait le single Comme toi. L'album n'a pas le succès escompté et ne se classe qu'en 134e place du classement.
Elle est de retour le 17 avril 2023 avec le morceau Habitude qui sort en indépendant.

## Discographie

### Singles
| Année | Titre                                     | Classement |
| Année | Titre                                     | France     |
| ----- | ----------------------------------------- | ---------- |
| 2010  | Intouchable                               | 6          |
| 2010  | Miroir Miroir                             | —          |
| 2011  | Paranoiak                                 | —          |
| 2014  | Des hommes et des femmes (featuring LECK) | —          |
| 2014  | La nuit je fume                           | —          |
| 2015  | L'étranger                                | 73         |
| 2015  | Comme toi                                 | —          |
| 2023  | Habitude                                  | —          |

### Participations
- 2008: Brasco featuring  Sarah Riani : D'une blessure à l'autre
- 2008: El Matador featuring Sarah Riani S'il ne me restait (sur l'album Au clair du bitume.)
- 2010: 1 Geste pour Haïti chérie (single classé 3e au Top 50)
- 2010: Marc Antoine featuring Sarah Riani : Remonter le temps
- 2012: Soprano et R.E.D.K featuring Sarah Riani : Le temps d'une pause (sur l'album E=2MC's)
- 2013: Kamelancien featuring Sarah Riani : Sans toi (single extrait de l'album Coupé du monde)